# Панд Ореј (језеро)
Панд Ореј (енгл. Lake Pend Oreille) је језеро у Сједињеним Америчким Државама. Налази се на територији америчке савезне државе Ајдахо. Површина језера износи 347 km².